# Trudy (Gorilla)
Trudy (geboren vermutlich im Juni 1956 in Westafrika; gestorben am 24. Juli 2019 in Little Rock, Arkansas, Vereinigte Staaten) war ein weiblicher Westlicher Flachlandgorilla, der seit 1988 im Little Rock Zoo in Little Rock (Arkansas) lebte. Gemeinsam mit der Gorilladame Fatou aus dem Zoologischen Garten Berlin galt sie zu dem Zeitpunkt ihres Todes als Gorilla mit dem höchsten bis dahin dokumentierten Alter.

## Leben
Trudy wurde in freier Wildbahn geboren. Ihr Geburtsdatum wurde auf Juni 1956 geschätzt, ließ sich jedoch nicht zweifelsfrei feststellen. Im Jahr 1957 wurde sie in die Vereinigten Staaten gebracht. Nach Aufenthalten in Zoos in St. Louis (Missouri) und Buffalo (New York) wurde sie 1988 gemeinsam mit dem männlichen Gorilla Ollie in den Little Rock Zoo in Little Rock verbracht. Die beiden waren damit die wohl ersten Gorillas, die in einem Zoo in dem US-amerikanischen Bundesstaat Arkansas zu finden waren. Trudy brachte in ihrer Zeit im Zoo keine Jungtiere zur Welt. Sie lebte in Little Rock in einer Gruppe, der ansonsten ausschließlich männliche Gorillas angehörten. Ein Tierpfleger gab ihr aus diesem Grund den Spitznamen „Boss Lady“ (deutsch „Chefin“).
Seit dem Tod der Gorilladame Colo aus einem Zoo in Columbus (Ohio) im Januar 2017 galt sie neben Fatou aus dem Zoologischen Garten Berlin als ältester lebender Gorilla. Auch Fatous Alter kann nur geschätzt werden, da sie wie Trudy in freier Wildbahn geboren wurde. Zudem galten die beiden als die Gorillas mit dem höchsten bis dahin dokumentierten Alter. Im Juli 2019 starb sie im geschätzten Alter von 63 Jahren. Zuletzt lebte sie gemeinsam mit dem männlichen Gorilla Brutus in einem kleineren Gehege.